# Plymouth Standard
Der Plymouth Standard war ein großer PKW, den Chrysler unter dem Markennamen Plymouth in den Modelljahren 1933 bis 1935 herstellte. Er ersetzte den New Finer Plymouth und war das erste Sechszylindermodell der Marke, und zwar in der einfacheren Ausführung. 1936 wurde der Standard zugunsten des seit 1935 gefertigten Modells Business eingestellt.

## Von Jahr zu Jahr

### Model PC (1933)
In diesem Jahr bot Plymouth seinen ersten Sechszylinderwagen, das Modell PC, an. Zusammen mit dem luxuriöser ausgestatteten Modell PD (Deluxe) ersetzte es den New Finer Plymouth des Vorjahres mit nur vier Zylindern. Trotz der neuen Motorisierung wurde der etwas verkürzte Wagen mit 2718 mm Radstand zum gleichen Preis wie der Vierzylinder angeboten. Die Vorstellung war im November 1932.
Neben einer 4-türigen Limousine waren auch verschiedene 2-türige Aufbauten erhältlich. Es gab auch ein Fahrgestell ohne Aufbau für Kunden, die sich einen „Custom“-Aufbau beim Karosserieschneider herstellen lassen wollten.
Angetrieben wurden die neuen Wagen von einem Sechszylinder-Reihenmotor mit seitlich stehenden Ventilen und 3110 cm³ Hubraum, der 70 bhp (51 kW) bei 3600/min leistete. Über eine Einscheibentrockenkupplung und ein 3-Gang-Getriebe mit Mittelschaltung wurde die Motorkraft an die Hinterräder weitergeleitet. Alle vier Räder, die als Drahtspeichen- oder Holzspeichenräder ausgeführt sein konnten, waren hydraulisch gebremst.
Der Wagen, der allzu sehr seinem Vorgänger ähnelte, gefiel den Kunden nicht besonders. Wegen desaströser Verkaufszahlen konstruierte man bald das neue Modell PCXX; der PC wurde im April 1933 nach ca. 60.000 Exemplaren eingestellt.

### Modell PCXX (1933)
Das neue Standard-Modell PCXX erschien im April 1933 und war stilistisch dem Deluxe Modell PD angepasst worden. Dadurch erhoffte man sich bessere Akzeptanz. Das Cabriolet fiel ganz weg. Bis Anfang Dezember 1933 verkauften sich allerdings nur 43.403 Stück.

### Modell PG (1934)
In diesem Jahr stellte der Standard die am einfachsten ausgestattete Modellreihe dar. (In der Mitte war der Six platziert, darüber der Deluxe). Von diesen Modellen unterschied sich der Standard im Wesentlichen durch die fehlende Chromausstattung. Er wurde fast nur mit 2-türigen Aufbauten gefertigt; insbesondere das „Business-Coupé“ war für Vertreter gedacht, die ein robustes, billiges Auto zum Transport ihrer Warenmuster brauchten.
Der Wagen erschien erst mitten im Modelljahr, im Februar, und hatte, wie seine Schwestermodelle den neuen Reihensechszylindermotor mit 3.299 cm³ Hubraum, der 77 bhp (56,5 kW) bei 3600/min leistete. Bis September 1934 entstanden nur 20.512 Exemplare.

### Modell PJ (1935)
Das Modell PJ – eine Modellbezeichnung für alle Ausstattungslinien in diesem Jahr – war vollkommen neu konstruiert worden. Der Radstand des neuen X-Rahmens betrug einheitlich 2870 mm. Die Karosserien fielen runder aus und es gab nun auch Limousinen mit separatem Kofferraum, „Touring-Limousinen“ genannt. Die Türen waren nun vorne anstatt hinten angeschlagen. Die Leistung des 3,3-Liter-Motors stieg auf 82 bhp (60 kW).
Vom Standard Six, wiederum das am einfachsten ausgestattete Modell, wurden allerdings nur noch 2-türige Varianten (eine Limousine und das Business-Coupé) angeboten. Der schon im Vorjahr fast nie georderte Viertürer fiel weg. Bis August 1935 entstanden 13.948 Stück.
Aufgrund der geringen Nachfrage ließ man dieses Modell 1936 im schon 1935 gefertigten Business aufgehen.

## Quelle
- Beverly R. Kimes, Henry A. Clark: Standard Catalog of American Cars 1805–1942. Krause Publications, Iola 1985, ISBN 0-87341-045-9.

Im Zeitraum von 1942 bis 1946 gab es aufgrund des Zweiten Weltkrieges nur eine eingeschränkte zivile Fahrzeugproduktion.